# ذوق بركات
ذوق بركات قرية سورية سياحية جبلية من قرى صافيتا، محافظة طرطوس تبعد عن صافيتا خمسة كيلو مترات في الشمال الغربي.
وهي منطقة سياحية بامتياز يمر فيها نهر الأبرش الذي يلتقي مع النهر الصغير في منتصف القرية في بستان يسمى بستان الكوسا.
عدد سكانها يناهز السبعمائة نسمة معظمهم من الفلاحين.